# American Championship car racing
Gli American Championship car racing (in lingua italiana traducibile Campionato americano auto da corsa) sono quelle serie automobilistiche, organizzate da federazioni sportive statunitensi, che riguardano le cosiddette open wheel cars ("vetture a ruote scoperte").
Organizzati negli Stati Uniti d'America, praticamente dagli albori della storia dell'automobilismo, e cioè dal lontano 1902, al momento sono rappresentati da un'unica serie, la IndyCar Series (che dal 2008 ha assorbito la Champ Car), tuttavia in passato alcune serie si sono sovrapposte nel corso delle varie stagioni. Salvo rare eccezioni, le competizioni hanno vita su circuiti automobilistici statunitensi.
Le monoposto che competono nel campionato americano sono popolarmente conosciute come Indy car o, in Italia, come Formula Indy, dal nome della corsa più celebre, la 500 Miglia di Indianapolis.

## Federazioni organizzatrici
Nel corso degli anni più federazioni automobilistiche hanno dato l'egida alle varie serie automobilistiche.
- AAA (1902–1955)
- USAC (1956–1978)
- SCCA / CART[1] ed USAC (1979–1981)
- CART ed USAC (1982–1995)
- CART ed IRL[2] (1996–2003)
- IRL e CCWS[3] (2004–2007)
- IndyCar (2008–)

## Campionati
| Stagioni  | AAA National Championship | USAC National Championship | CART e Champ Car     | IRL e IndyCar        |
| --------- | ------------------------- | -------------------------- | -------------------- | -------------------- |
| 1905      | *                         |                            |                      |                      |
| 1906-1915 | nessun campionato         | nessun campionato          | nessun campionato    | nessun campionato    |
| 1916      | *                         |                            |                      |                      |
| 1917-1919 | interruzione bellica      | interruzione bellica       | interruzione bellica | interruzione bellica |
| 1920-1941 | *                         |                            |                      |                      |
| 1942-1945 | interruzione bellica      | interruzione bellica       | interruzione bellica | interruzione bellica |
| 1946-1955 | *                         |                            |                      |                      |
| 1956-1978 |                           | *                          |                      |                      |
| 1979-1980 |                           | *                          | *                    |                      |
| 1981-1995 |                           |                            | *                    |                      |
| 1996-2007 |                           |                            | *                    | *                    |
| 2008-oggi |                           |                            |                      | *                    |

### USAC Gold Crown Championship
Discorso a parte merita la serie USAC Gold Crown Championship. Nata nel 1979, fu in pratica il canto del cigno dell'USAC National Championship: per il primo biennio si disputò in concomitanza con il nascente Campionato CART, poi, ancora per tre stagioni, il titolo venne assegnato su poche gare selezionate del Campionato CART, mentre dal 1985 fino alla sua ultima stagione, il 1995, il titolo venne assegnato al vincitore della 500 Miglia di Indianapolis.
Per i suddetti motivi, dal 1985 il campionato non sarebbe da considerare una serie, anche se alcuni statistici lo fanno; ecco quindi che Rick Mears avrebbe vinto 6 titoli e non 3, se vengono considerate le Gold Crown (gara unica) del 1984, 1988 e 1991 o Emerson Fittipaldi avrebbe vinto tre titoli e non uno, considerando le Gold Crown del 1989 e del 1993 in aggiunta al titolo CART sempre del 1989.

## Albo d'oro

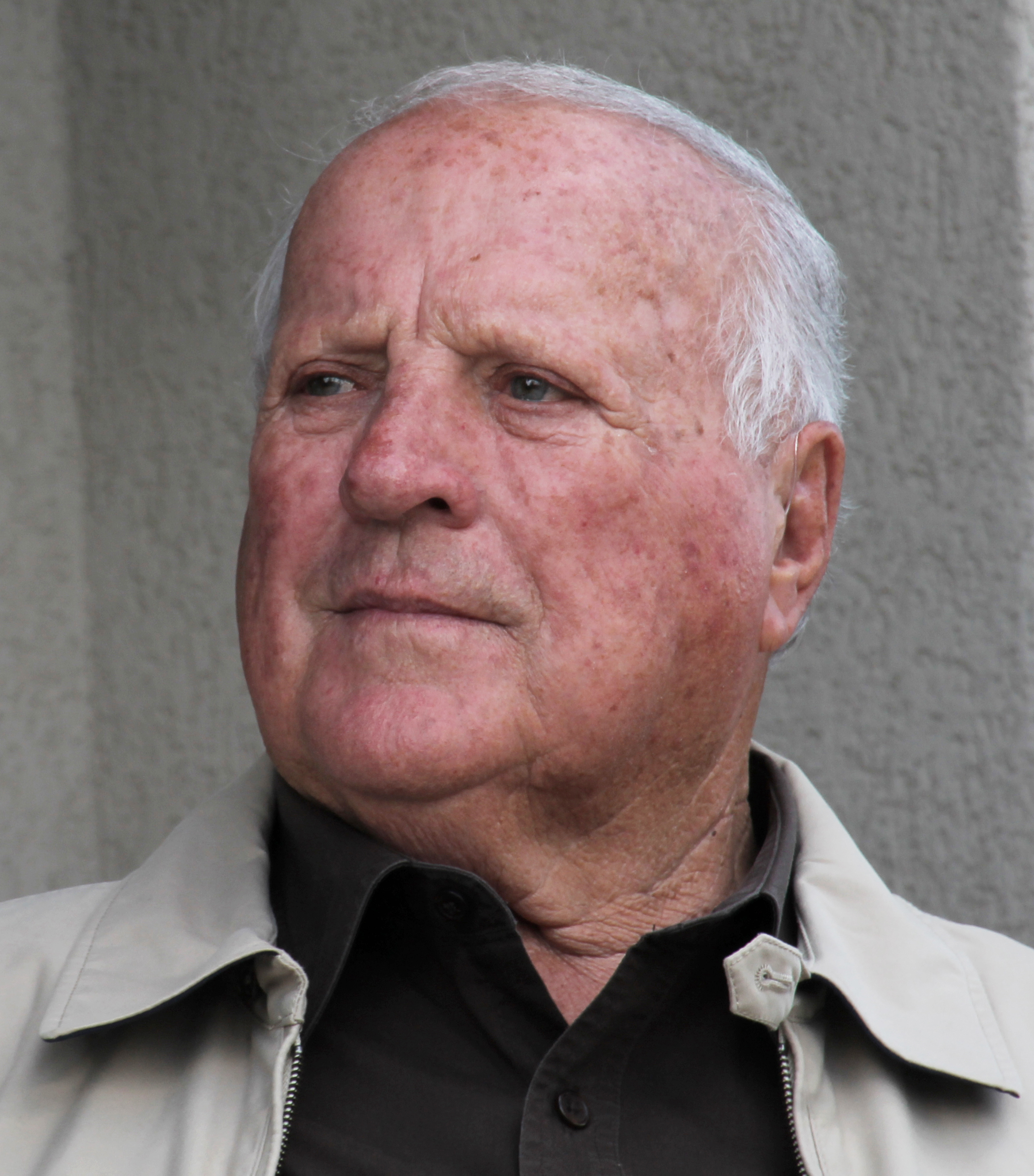
A.J. Foyt, con sette campionati vinti, è il pilota più titolato di tutti i tempi

### AAA National Championship
Sono gli statunitensi Louis Meyer e Ted Horn i più vincenti, con tre titoli a testa.

### USAC National Championship
È A.J. Foyt con sette titoli il pilota più vincente della serie.

### CART e Champ Car World Series
È il francese Sébastien Bourdais con quattro titoli il pilota più vincente della serie. Nel 2007 all'ultima edizione del campionato ha tolto questo record a due glorie della serie CART, Rick Mears e Bobby Rahal, fermatisi a tre.

### IRL e IndyCar Series
È il neozelandese Scott Dixon con sei titoli il pilota più vincente della serie.